# Biton lineatus
Espèce
Synonymes
- Broomiella lineata Pocock, 1902

Biton lineatus est une espèce de solifuges de la famille des Daesiidae.

## Distribution
Cette espèce est endémique d'Afrique du Sud.

## Description
Le mâle décrit par Roewer en 1933 mesure 14 mm.

## Publication originale
- Pocock, 1902 : Descriptions of some new species of African Solifugae and Araneae. Annals and Magazine of Natural History, sér. 7, vol. 10, p. 6-27 (texte intégral).